# Sielsowiet Mosty
Sielsowiet Mosty (biał. Мастоўскі сельсавет, ros. Мостовский сельсовет) – sielsowiet na Białorusi, w obwodzie grodzieńskim, w rejonie mostowskim, z siedzibą w Mostach Prawych.
Według spisu z 2009 sielsowiety Mosty i Mikielewszczyzna zamieszkiwało 3733 osób, w tym 2085 Białorusinów (55,85%), 1459 Polaków (39,08%), 136 Rosjan (3,64%), 35 Ukraińców (0,94%), 6 Tatarów (0,16%) i 12 osób innych narodowości. W sielsowiecie Mosty dominowali Białorusini (59,16%, Polacy stanowili 35,23% mieszkańców), a w sielsowiecie Mikielewszczyzna Polacy (56,19%; Białorusini stanowili 41,19% mieszkańców).

## Historia
28 sierpnia 2013 do sielsowietu Mosty przyłączono w całości likwidowany sielsowiet Mikielewszczyzna oraz cztery z dziesięciu miejscowości likwidowanego sielsowietu Zarudawie.

## Miejscowości
- agromiasteczka:
  - Mikielewszczyzna
  - Mosty Prawe
- wsie:
  - Bojary
  - Cielmuki
  - Daszkowce
  - Deńkowce
  - Hołynka
  - Korole
  - Krywulki
  - Kulszyce
  - Lada
  - Łopaczyce
  - Malkiewicze
  - Mosty Lewe
  - Nowinka
  - Nowosiółki
  - Oleszewicze
  - Osowlany
  - Rybaki
  - Siniewicze
  - Stefaniszki Małe
  - Stefaniszki Wielkie
  - Szewczyki
- chutor:
  - Ostęp